# Caubous (Alti Pirenei)
Caubous è un comune francese di 41 abitanti situato nel dipartimento degli Alti Pirenei nella regione dell'Occitania.

## Società

### Evoluzione demografica
Abitanti censiti